# Olympische Winterspiele 1998/Teilnehmer (Nordkorea)
| Gelbes Symbol für Goldmedaillen mit stilisierten Olympischen Ringen | Graues Symbol für Silbermedaillen mit stilisierten Olympischen Ringen | Braundes Symbol für Bronzemedaillen mit stilisierten Olympischen Ringen |
| ------------------------------------------------------------------- | --------------------------------------------------------------------- | ----------------------------------------------------------------------- |
| —                                                                   | —                                                                     | —                                                                       |

Nordkorea nahm an den Olympischen Winterspielen 1998 im japanischen Nagano mit einer Delegation von acht Athleten in zwei Disziplinen teil, davon zwei Männer und sechs Frauen. Ein Medaillengewinn gelang keinem der Athleten.
Fahnenträger bei der Eröffnungsfeier war der Shorttracker Yun Chol.

## Teilnehmer nach Sportarten

### Eisschnelllauf
Frauen
- Kim Jong-hui
500 m: 35. Platz (83,74 s)
1000 m: 37. Platz (1:23,88 min)

- Kim Ok-hui
1000 m: 33. Platz (1:23,37 min)

### Shorttrack
Männer
- Han Sang-guk
500 m: 26. Platz (im Vorlauf ausgeschieden)
1000 m: 23. Platz (im Vorlauf ausgeschieden)

- Yun Chol
500 m: 27. Platz (im Vorlauf ausgeschieden)
1000 m: 26. Platz (im Vorlauf ausgeschieden)

Frauen
- Han Ryon-hui
500 m: Rennen nicht beendet
1000 m: 13. Platz (im Viertelfinale ausgeschieden)
3000-m-Staffel: 7. Platz (4:27,030 min)

- Ho Jong-hae
1000 m: 17. Platz (im Viertelfinale ausgeschieden)
3000-m-Staffel: 7. Platz (4:27,030 min)

- Hwang Ok-sil
500 m: 22. Platz (im Vorlauf ausgeschieden)
3000-m-Staffel: 7. Platz (4:27,030 min)

- Jong Ok-Myong
500 m: 16. Platz (im Viertelfinale disqualifiziert)
1000 m: im Vorlauf disqualifiziert
3000-m-Staffel: 7. Platz (4:27,030 min)